# Adolf Wenig (výtvarník)
Adolf Wenig (28. dubna 1912, Praha – 11. května 1980, Praha) byl český akademický malíř, jevištní a kostýmní výtvarník. V literatuře je uváděn jako Adolf Wenig ml.

## Život
Byl synem spisovatele Adolfa Weniga (1874–1940) a mladším bratrem spisovatele Dr. Jana Weniga (1905–1979). Jeho strýcem byl jevištní a kostýmní výtvarník Josef Wenig. Adolf Wenig byl otcem Marie Wenigové (1943–2006), kostýmní výtvarnice Městských divadel pražských.
Vystudoval Akademii výtvarných umění v Praze (1929–1935). Od roku 1937 externě spolupracoval s Národním divadlem v Praze. V letech 1939 až 1948 byl šéfem výpravy v Divadle na Vinohradech. Kromě jevištní výpravy navrhoval i kostýmy. Od roku 1953 působil až do důchodu v roce 1978 v Městských divadlech pražských. Spolupracoval však i s dalšími divadly, ještě tři roky po jeho smrti uvedlo v roce 1983 Smetanovo divadlo Janáčkovy Příhody lišky Bystroušky s jeho dříve navrženými kostýmy.
Za svůj život provedl více než 400 jevištních a kostýmních výprav.
Je pochován na Vinohradském hřbitově v Praze.

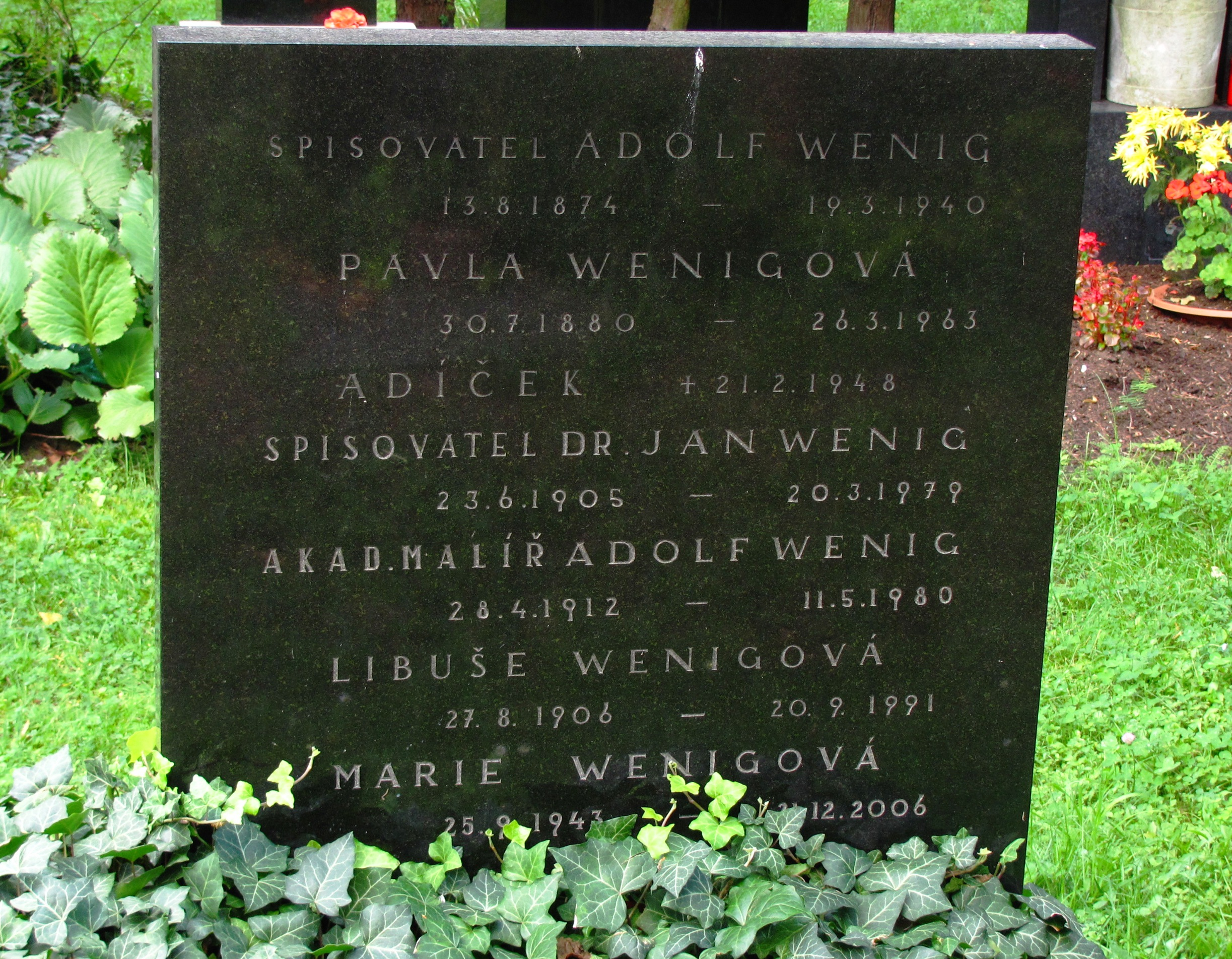
Rodinný hrob na Vinohradském hřbitově v Praze

### Ocenění
- 1971 stříbrná medaile na Pražském Quadriennale

## Dílo

### Jevištní a kostýmní výpravy, výběr
- 1937 Zdeněk Hůla: Modrý květ (balet), Národní divadlo, režie Vojta Novák
- 1939 J. F. Black: Moudrá Penny, Divadlo na Vinohradech, režie: Antonín Kandert
- 1940 Fráňa Šrámek: Měsíc nad řekou, Komorní divadlo, režie František Salzer
- 1941 Viktor Dyk: Ondřej a drak, Komorní divadlo, režie Jan Port
- 1942 Bedřich Vrbský: Pravý manžel, Komorní divadlo, režie Jan Port
- 1943 Alois Jirásek: Vojnarka, Divadlo na Vinohradech, režie Gabriel Hart
- 1943 Olga Barényi: Veliká hvězda, Komorní divadlo, režie Jan Port
- 1943 F. X. Svoboda: Poslední muž, Divadlo Na Poříčí, režie František Salzer
- 1944 Olga Barényi: Herečka, Divadlo Na Poříčí, režie František Salzer
- 1944 Friedrich Schiller: Marie Stuartovna, Divadlo J. K. Tyla, režie Karel Jernek
- 1945 Maxim Gorkij: Matka, Divadlo na Vinohradech, režie Karel Jernek
- 1946 Franz Werfel: Jacobowsky a plukovník, Divadlo na Vinohradech, režie Jaromír Pleskot
- 1948 Jaroslav Kvapil: Princezna Pampeliška, Stavovské divadlo, režie Jaroslav Kvapil
- 1953 Honore de Balzac: Evženie Grandetová, Komorní divadlo, režie Ota Ornest
- 1954 Fráňa Šrámek: Měsíc nad řekou, Komorní divadlo, režie V. Vydra ml.
- 1956 Emil Vachek: Aféra, Komorní divadlo, režie Bedřich Vrbský
- 1957 William Shakespeare: Jak se vám líbí, Divadlo komedie, režie Ota Ornest
- 1957 Nathaniel Richard Nash: Obchodník s deštěm, Komorní divadlo, režie Rudolf Hrušínský
- 1958 William Shakespeare: Večer tříkrálový nebo Cokoli chcete, Valdštejnská zahrada, režie Karel Svoboda
- 1959 William Shakespeare: Komedie plná omylů, Divadlo komedie, režie Rudolf Hrušínský
- 1961 Maxim Gorkij: Měšťáci, Komorní divadlo, režie Václav Hudeček
- 1965 Thornton Wilder: Naše městečko, Komorní divadlo, režie František Salzer
- 1968 Jan Drda: Hrátky s čertem, Divadlo komedie, režie Ivan Weiss
- 1969 Max Triech: Kdybych mohl začít znovu, Komorní divadlo, režie Ota Ornest
- 1971 Ugo Betti: Zločin na Kozím ostrově, Divadlo komedie, režie Ota Ornest
- 1972 Somerset W. Maugham: Útulný domov, Komorní divadlo, režie Ota Ornest
- 1973 Karel Čapek: Bílá nemoc, Komorní divadlo, režie Ivan Weiss
- 1975 Gioacchino Rossini: Lazebník sevillský (opera), Tylovo divadlo, režie Ladislav Štros (A. Wenig navrhl kostýmy)
- 1980 Giacomo Puccini: Manon Lescaut (opera), Smetanovo divadlo, režie Ladislav Štros (A. Wenig navrhl kostýmy)
- 1983 Leoš Janáček: Příhody lišky Bystroušky (opera), Smetanovo divadlo, režie Ladislav Štros (A Wenig navrhl kostýmy)

### Jiné
- Jabloňová větvička – Adolf Wenig; v typografické úpravě Josefa Vlčka; Adolf Wenig ml. doprovodil 4 původními dřevoryty a vydal. Praha: Adolf Wenig ml., 1934
- Huňáč a Bacula: příběhy z lesů a polonin – Frank Wenig; ilustroval A. Wenig ml. Praha: Dědictví Komenského,1934
- Modrý svět: pohádkové dobrodružství – Adolf Wenig; obrázky nakreslil A. Wenig ml. Praha: Novina, 1938
- Sedm pohádek o dětičkách, zvířátkách a kouzelných darech – z lidového podání vybral a vypravuje nejmladším čtenářům Karel Vaněček; obrázky nakreslil A. Wenig ml. Praha: Dědictví Komenského, 1939
- Broučci: pro malé i veliké děti – Jan Karafiát; ilustroval A. Wenig ml. Praha: Alois Hynek,
- Ostrov, o kterém všichni sníme – Jan Wenig; s ilustracemi A. Weniga ml. a s obálkou V. Pátka. Praha: J. R. Vilímek, 1940
- Peníze leží na ulici – J. V. Rosůlek; kresby a obálka Adolf Wenig ml. Praha: Československý kompas, 1946
- Program: městská divadla pražská ve spolupráci s čs. armádou – řídí odpovědný redaktor Karel Kraus; redaktorka J. Javůrková; grafická úprava A. Wenig ml. Praha: Městská divadla pražská, 1946?
- Pražský Aleš 1949: XXIII. členská výstava Pražského Alše, ... [Rudolf Březa ... Adolf Wenig, Adolf A. Zahel] Praha: Aleš, 1949
- Adolf Wenig: výtvarná divadelní práce – Svaz československých výtvarných umělců. Praha: Aleš, 1951
- Adolf Wenig: malá monografie – úvod Eva Soukupová; editor: Sylva Marešová; photos: Karel Drbohlav, Jaroslav Krejčí, Vilém Sochůrek. Prague: Theatre Institute, 1973
- Adolf Wenig: výstava jevištních prací: Scénografická výstavní síň divadla na Vinohradech Praha, 10. 5. 1974 – 22. 6. 1974 – Sylva Marešová: Praha: Svaz českých dramatických umělců, 1974